# Каскадно-объединённое монтирование
Каскадно-объединённое монтирование — это монтирование, позволяющее одновременно монтировать несколько файловых систем как одну. В основном, одна из файловых систем монтируется в режиме «чтение-запись», в то время как другие монтируются в режиме «только для чтения». Каскадно-объединённое монтирование создаётся при помощи каскадно-объединённой файловой системы, такой как UnionFS и Aufs.

## Использование всистемах управления содержимым
Каскадно-объединённое монтирование используется для объединения файловых систем сайтов. Достигается возможность быстрого обновления неограниченного количества хостов, объединенных работой с одной системой. При необходимости появляется возможность использовать фиксирование изменений в рамках одного сайта, при этом изменения файлов во всей системе не приводят к изменениям фиксированных файлов хоста.